# Нильссон, Роберт
Роберт Нильссон (швед. Robert Åke Nilsson; 10 января 1985, Калгари, Альберта, Канада) — шведский хоккеист, крайний нападающий. Воспитанник клуба «Клотен Флайерз». Сын Кента Нильссона. В настоящее время является игроком швейцарского клуба «Цюрих Лайонс», выступающего в НЛА.

## Карьера
В Швеции выступал за команды «Лександ» и «Юргорден». Был задрафтован клубом НХЛ «Нью-Йорк Айлендерс» в 1 раунде под № 15. Играл за «Нью-Йорк Айлендерс», затем в «Эдмонтон Ойлерс». За пять сезонов в НХЛ провёл 252 матча, набрав как бомбардир 118 очков (37+81). Лучший сезон в НХЛ — 2007/08 за «Эдмонтон Ойлерс»: в 71-м матче набрал 41 (10+31) очко.
Участник чемпионата мира 2008 года в составе сборной Швеции. Обладатель Кубка Гагарина 2011 в составе клуба «Салават Юлаев».